# Verbascum anisophyllum
Verbascum anisophyllum är en flenörtsväxtart som beskrevs av Svante Samuel Murbeck. Verbascum anisophyllum ingår i släktet kungsljus, och familjen flenörtsväxter. Inga underarter finns listade i Catalogue of Life.